# Stiria demaculata
Stiria demaculata är en fjärilsart som beskrevs av Embrik Strand 1921. Stiria demaculata ingår i släktet Stiria och familjen nattflyn. Inga underarter finns listade i Catalogue of Life.